# أبو حمير سبأ بن أحمد بن مظفر
أبو حمير سبأ المنصور بن أحمد بن مظفر بن علي بن محمد الصليحي ثالث حكام الدولة الصليحية تولى بعد وفاة عم أبيه أحمد المكرم بن علي الصليحي حكم حتى توفي وخلفته الملكة أروى بنت أحمد الصليحية 